# 馮秉清
馮秉清（17世紀—17世紀），字惟乾，號瞻淇，江西饒州府浮梁縣勸義都人，明朝、南明政治人物。

## 生平
馮秉清個性剛直方正、慷慨有氣節，是天啟年間的歲貢，擔任東鄉訓導，每天和艾南英討論儒學；崇禎六年（1633年）中舉人，署官開化教諭，曾在縣學遷城北時指出知縣應該住在學宮，並在內修葺一室在內讀書，朝夕與諸生談論文藝，建尊經閣、刻鳳山大社，寫下《周易合藝》發佈，又捐款購買《五經》、《性理》、《綱鑑》二十多種書收藏學舍，以及增置學田。
十年（1637年）他赴京參加會試，行李蕭然，不久成進士，獲授南雄推官，十二年（1639年）鄉試分房稱為得人；改任嚴州，革除織造的陋習，盤查全浙時平息積獄、界定善惡、興辦學校，不接受餽贈，事成僅受扇詩。入朝擔任刑部主事，北京失陷時曾投降李自成，南歸後投靠隆武帝朝廷，任職刑部湖廣司員外郎、郎中，很快辭官回鄉。他在浮梁鼓勵後學，曾捐俸為縣設置義田，七十七歲去世，著有《易經合義》、《春秋繁露》、《四書解》流傳。

## 引用
1. ↑  《崇祯十年丁丑科進士三代履歷》：冯秉清，曾祖霍二；祖旺；父良弼。瞻淇，易二房，辛丑正月二十八日生，浮梁县人，癸酉十七名，会一百六十五名，三甲一百九十名，兵部观政，戊寅授南雄府推官，庚辰考察，辛巳補嚴州府推官，癸未升刑部浙江司主事。
2. 1 2  道光《浮梁縣志·卷十三·人物》：馮秉清，字惟乾，勸義都人，以天啟間歲貢任東鄉訓導，日與艾千子南英討論不輟；崇禎癸酉領鄉薦，署開化教諭，課士一守程朱之學，丁丑成進士，授南雄推官。己卯分房最稱得人，遷嚴州，力革織造陋規，直指使委盤查全浙，平積獄、嚴臧否、興學校，餽送一無所受，事竣惟以詩箑獻，眾共駭愕。入為刑部主事歸，鼓舞後學，嘗捐俸為縣置義田，年七十七卒，著有《易經合義》、《春秋繁露》、《四書解》行世。
3. ↑  錢海岳《南明史·卷四十三·列傳第十九》：（隆武）時刑部司官：馮秉清，字惟乾，浮梁人。崇禎十年進士。授南雄推官，遷刑部主事。降李自成。南歸，刑部湖廣司員外郎、郎中。卒年七十四。
4. ↑  光緒《開化縣志·卷四·官師志》：馮秉清 字惟乾，以豫章經魁來諭開。性剛方，慷慨有氣節，邑庠之遷北郭也，前後司鐸者衙署在城，獨謂：「官豈可不居學宮？」特葺一室讀書其中，朝夕與諸生講藝會文，建尊經閣、刻鳳山大社，潛心易理，著《周易合藝》刊布同志，又捐貲購《五經》、《性理》、《綱鑑》諸書二十餘種藏諸學舍，并增置學田，丁丑北上，囊橐蕭然，是科成進士。